# Средняя Пурла
Средняя Пурла — посёлок в Таштагольском районе Кемеровской области. Входит в состав Усть-Кабырзинского сельского поселения.

## География
Центральная часть населённого пункта расположена на высоте 449 метров над уровнем моря.

## Население
По данным Всероссийской переписи населения 2010 года, в посёлке Средняя Пурла проживает 3 человека (2 мужчины, 1 женщина).